# Fistularia corneta
Fistularia corneta е вид лъчеперка от семейство Fistulariidae. Видът не е застрашен от изчезване.

## Разпространение и местообитание
Разпространен е в Гватемала, Еквадор, Колумбия, Коста Рика, Мексико, Никарагуа, Панама, Перу, Салвадор, САЩ, Хондурас и Чили.
Обитава крайбрежията и пясъчните дъна на морета и заливи в райони с тропически, умерен и субтропичен климат. Среща се на дълбочина от 2 до 80 m, при температура на водата около 24,3 °C и соленост 34,7 ‰.

## Описание
На дължина достигат до 1,1 m.